# Saint-Exupéry : La Dernière Mission
Pour les articles homonymes, voir Saint-Exupéry (homonymie).
Saint-Exupéry : La Dernière Mission est un téléfilm français réalisé par Robert Enrico et diffusé la première fois sur France 3 le 17 décembre 1994.

## Synopsis
Des tranches de la vie du célèbre pilote et écrivain Antoine de Saint-Exupéry, qui se les remémore pendant les quelques heures qui précèdent sa dernière mission. De son enfance, dans la région lyonnaise à son embauche aux Lignes Latécoère, future Aéropostale, en passant par son poste de chef d'aéroplace à Cap Juby, puis Buenos Aires, où il rencontre sa femme Consuelo. Mais aussi toutes ses amitiés perdues, avec Guillaumet, Mermoz, Reine et l'écrivain "Jeff" Kessel, son respect pour le "chef", Didier Daurat, son amour des femmes et des tours de cartes, avant de connaître le succès littéraire, puis de vouloir retourner combattre dans son escadrille de reconnaissance 2/33.

## Autour de l'histoire
Différentes erreurs et anachronismes apparaissent dans le film :
- La majorité des avions utilisés par les Lignes Latécoère étaient des Breguet 14 réformés des stocks de l'armée, et de couleur crème, et non pas des biplans militaires, camouflés avec cocardes tricolores, comme présentés à l'image.
- La scène représentant Mermoz effectuer un festival de voltiges, devant Daurat et Saint-Exupéry, est en partie fausse, Mermoz ayant été, en réalité, embauché dans la future Aéropostale, en 1925, soit un an avant St Exupéry, et avait donc déjà passé son "test" de pilotage. Il avait d'ailleurs été précédé dans la société par Marcel Reine et avait ensuite fait embaucher Guillaumet. De plus, sa démonstration de pilotage ne plut pas du tout au chef d'exploitation, Didier Daurat, et une plus rude explication entre les deux hommes s'ensuivit, que celle décrite dans le film par Robert Enrico.
- A Toulouse, l'Hôtel du Grand Balcon était tenu par trois vieilles femmes et non par un homme. De plus le "tortillard" qui passait chercher tous les pilotes y logeant, ne pouvait pas savoir combien il devait en emmener chaque matin.
- Sur la ligne d'Afrique, les avions volaient par deux, avec un interprète à bord,et non pas seuls, comme dans le film, afin de se dépanner les uns les autres et négocier plus facilement la vie des pilotes, contre rançon.
- La scène de l'assassinat des aviateurs, abattus par la tribu maure, dans le désert, ne met en scène qu'un seul avion et équipage, alors qu'ils étaient deux avions à s'être posés, pour les raisons évoquées plus haut. Et si deux aviateurs furent abattus sur place, le troisième, Léopold Gourp, grièvement blessé fut rançonné après négociation de l'interprète, mais mourut de ses blessures après sa libération. Lorsqu'il relate l'événement, plus tard, à Guillaumet, St Exupéry cite Erable et "Garp", au lieu de Gourp, et omet donc de nommer la troisième victime qui était Pintado. De plus cet épisode dramatique est arrivé un an avant l'embauche de St Exupéry chez Latécoère. 
- Quand St Exupéry, Kessel et Mermoz se promènent dans Paris en 1931, ils parlent de l'avènement des Nazis au pouvoir, en Allemagne, ce qui n'arrivera qu'en 1933. Mermoz parle également de son impatience de recevoir un avion lui permettant la traversée de l'Atlantique-Sud, alors qu'il a déjà accompli cet exploit, à bord du Laté 28.3, Comte De La Vaulx, en mai 1930.
- Âgé de 39 ans lors de la déclaration de guerre, Antoine De St Exupéry était trop vieux pour participer au conflit, mais fit pression pour être incorporé dans une escadrille combattante. Le médecin qui lui fit passer la visite était forcément au courant et ne lui aurait certainement pas demandé s'il venait pour se faire exempter de combattre.  
- Quand il retrouve une ancienne amie de Dakar, sur une plage corse en 1944, on peut s'étonner que St Exupéry lui apprenne la mort de Guillaumet et de Reine, survenue en 1940, sans lui préciser qu'ils volaient ensemble et qu'ils furent abattus par erreur par les Italiens, et surtout qu'il lui apprenne celle de Mermoz, disparu en 1936, alors qu'ils étaient tous les trois de célèbres aviateurs et que leur disparition avaient dû faire la une des journaux, à leur époque respective.
- L'avion Lockheed P-38 Lightning du film, qui est armé de mitrailleuses dans le nez, ne correspond pas au modèle de reconnaissance, F-5B, équipé de caméras, et non-armé, utilisé par St Exupéry en 1944. De plus, les infrastructures des terrains d'aviation corse n'étaient pas bétonnées à l'époque, et les avions décollaient généralement sur l'herbe.
- D'après les sources d'époque, l'avion de St Exupéry n'a essuyé aucun tir de DCA au-dessus d'un village de Provence, comme cela est suggéré dans le film.
- Dans le générique du film, le nom du mécanicien de St Exupéry, lors des raids longues distances, André Prévot, est erroné et orthographié "Prevost".

## Fiche technique
- Coproduction : Son et Lumière - France 3 - France 2 - SFP
- Réalisation : Robert Enrico
- Scénario et dialogues : Marcel Jullian
- Adaptation : Robert Enrico
- Directeur de la photographie : Cyril Lathus
- Montage : Patricia Neny
- Musique : Jean Musy
- Son d'avions : Gilbert Courtois
- Bruiteur : Jacky Dufour
- Mixage : Joël Faure
- Diffusion : 
  - 17 décembre 1994 sur France 3
  - 27 mai 1996 sur France 2
  - 2 juillet 2000 sur Arte
  - décembre 2006 sur Arte

## Distribution
- Bernard Giraudeau : Antoine de Saint-Exupéry
- Maria de Medeiros : Consuelo de Saint-Exupéry
- Frédéric van den Driessche : Jean Mermoz
- Jean-Paul Comart : Henri Guillaumet
- Geoffroy Thiebaut : Marcel Reine
- Pierre Santini : Didier Daurat
- Jean-François Poron : Joseph Kessel
- Jean-Marie Winling : Gavoille
- Michel Duchaussoy : Benjamin Crémieux
- Arsène Jiroyan : Jean Israël
- Yves Collignon : Dutertre